# Mi fanno male i capelli
Mi fanno male i capelli è un film italiano del 2023 diretto da Roberta Torre. Il titolo è una citazione del film Il deserto rosso, diretto da Michelangelo Antonioni e interpretato da Monica Vitti.

## Trama
Monica perde la memoria e cerca di ridare un senso alla sua vita attraverso i personaggi interpretati della sua omonima, Monica Vitti.

## Distribuzione
Presentato in anteprima alla Festa del Cinema di Roma 2023, è stato distribuito nelle sale cinematografiche italiane il 19 ottobre 2023.